# CF Estrela da Amadora
Clube de Futebol Estrela da Amadora je portugalský fotbalový klub z města Amadora. Byl založen v roce 1932 a své domácí zápasy hrál do konce sezóny 2009/10 na Estádio José Gomes s kapacitou 12 500 míst.
Klubové barvy jsou bílá, červená a zelená.
Po sezoně 2009/10 strávené ve třetí portugalské lize Segunda Divisão Portuguesa se klub dostal do vážných finančních problémů a Portugalská fotbalová federace klubu zavedla odklad ze všech fotbalových soutěží, aktivní zůstaly pouze mládežnické týmy.

## Úspěchy
- 1× vítěz portugalského fotbalového poháru (1989/90)[3]
- 1× vítěz Segunda Ligy (1992/93)[4]